# Ben Joyce
Benjamin Alan Joyce (Knoxville, Tennessee, 17 de septiembre de 2000), más conocido como Ben Joyce, es un jugador profesional estadounidense de béisbol que se desempeña en la posición de lanzador en Los Angeles Angels, equipo de las Grandes Ligas de Béisbol (MLB).

## Carrera
En 2023, Joyce hizo su debut en la MLB con el equipo Los Angeles Angels, donde lleva jugando dos temporadas.